# BBPR
 (avril 2019).
Si vous disposez d'ouvrages ou d'articles de référence ou si vous connaissez des sites web de qualité traitant du thème abordé ici, merci de compléter l'article en donnant les références utiles à sa vérifiabilité et en les liant à la section « Notes et références ».

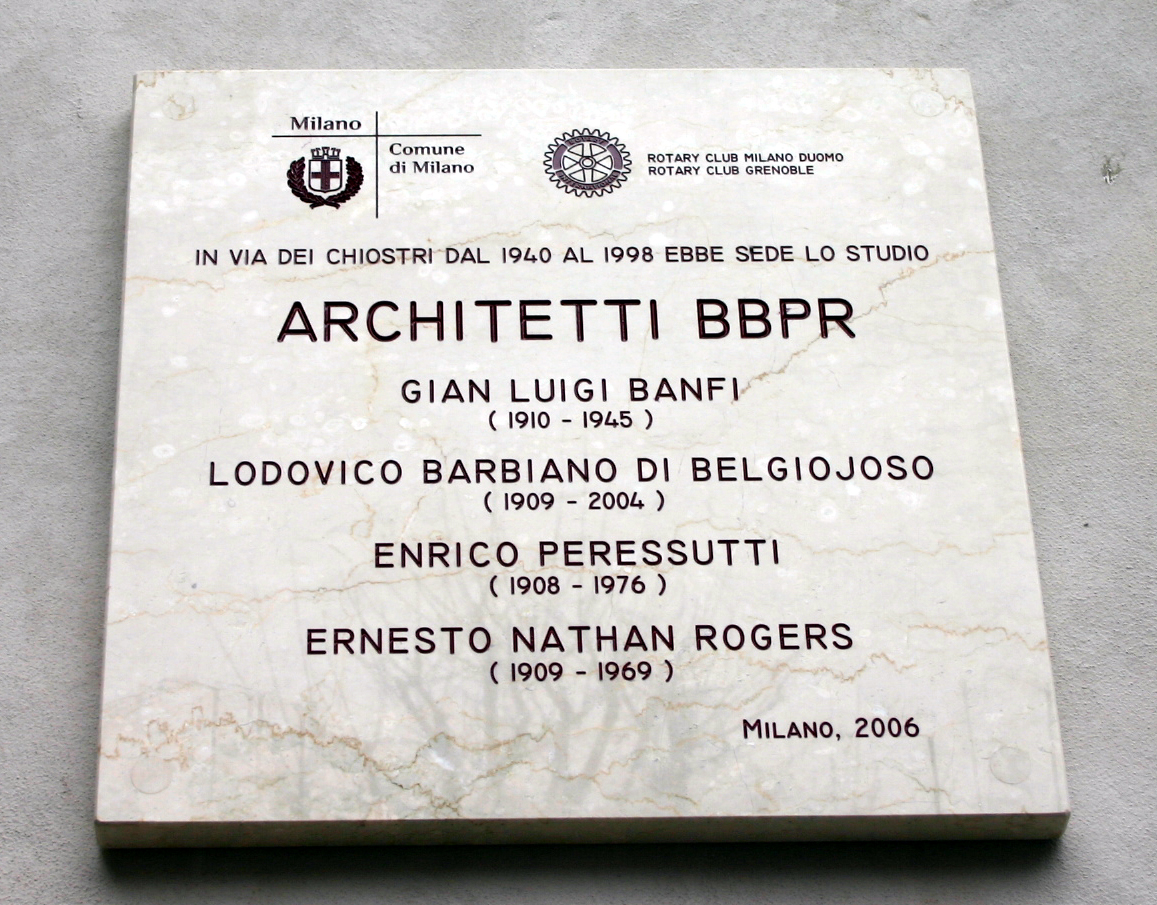
Plaque sur la basilique San Simpliciano de Milan.

BBPR est un groupe d'architectes italiens fondé en 1932 par Gian Luigi Banfi (1910-1945), Lodovico Barbiano di Belgiojoso (1909-2004), Enrico Peressutti (1908-1976) et Ernesto Nathan Rogers (1909-1969), quatre architectes diplômés de l'École polytechnique de Milan.

## Histoire
Durant les années 1930, les membres de BBPR sont proches du MIAR (Mouvement Italien pour l'Architecture Rationnelle) et du Gruppo 7.
Cependant, en 1938, le gouvernement fasciste instaure des lois de ségrégation raciale en Italie. Les architectes de BBPR décident de s'opposer à ces lois et rejoignent la résistance. Nathan Rogers, de confession juive s'enfuit vers la Suisse, tandis que Banfi et Di Belgiojoso sont déportés vers le camp de concentration de Mauthausen, où Banfi est assassiné en 1945. Après la guerre, Di Belgiojoso, Peressuti et Rogers rentrent à Milan.
Dans la seconde moitié du XXe siècle, l'architecture de BBPR adopte un caractère plus brutaliste, notamment celle de la tour Velasca à Milan en 1958. Au cours de cette période, ils réalisent de nombreux projets pour la plupart situés à Milan : des bureaux et des réhabilitations de palais, mais surtout des opérations de logement. Ils travaillent également pour Arteluce de Gino Sarfatti qui a connu la même histoire qu'eux.

## Philosophie
La philosophie de BBPR se situe à mi-chemin entre tradition et modernité. Les systèmes constructifs des projets de BBPR utilisent des structures poteaux-poutres et des éléments modulaires parfaitement en phase avec la pensée constructive des architectes modernes. Cependant, là où la modernité prône un rejet des formes historiques et une rupture avec la ville existante, BBPR cherche au contraire à réinterpréter ces formes historiques et à marquer une continuité avec l'existant. Les projets de BBPR cherchent à respecter ce que Rogers appelle les « preesistenze ambientali » (l'environnement préexistant), et adopte pour cela une posture « caso per caso » (au cas par cas) fortement influencée par le site.

## Projets

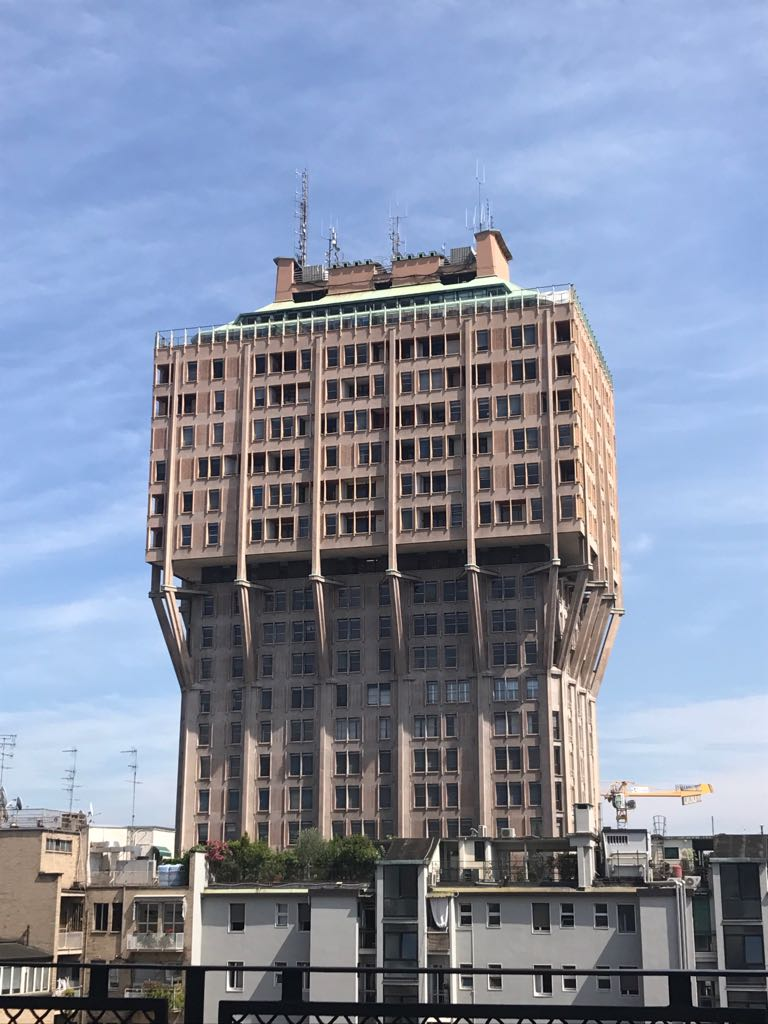
La tour Velasca à Milan, 1958.

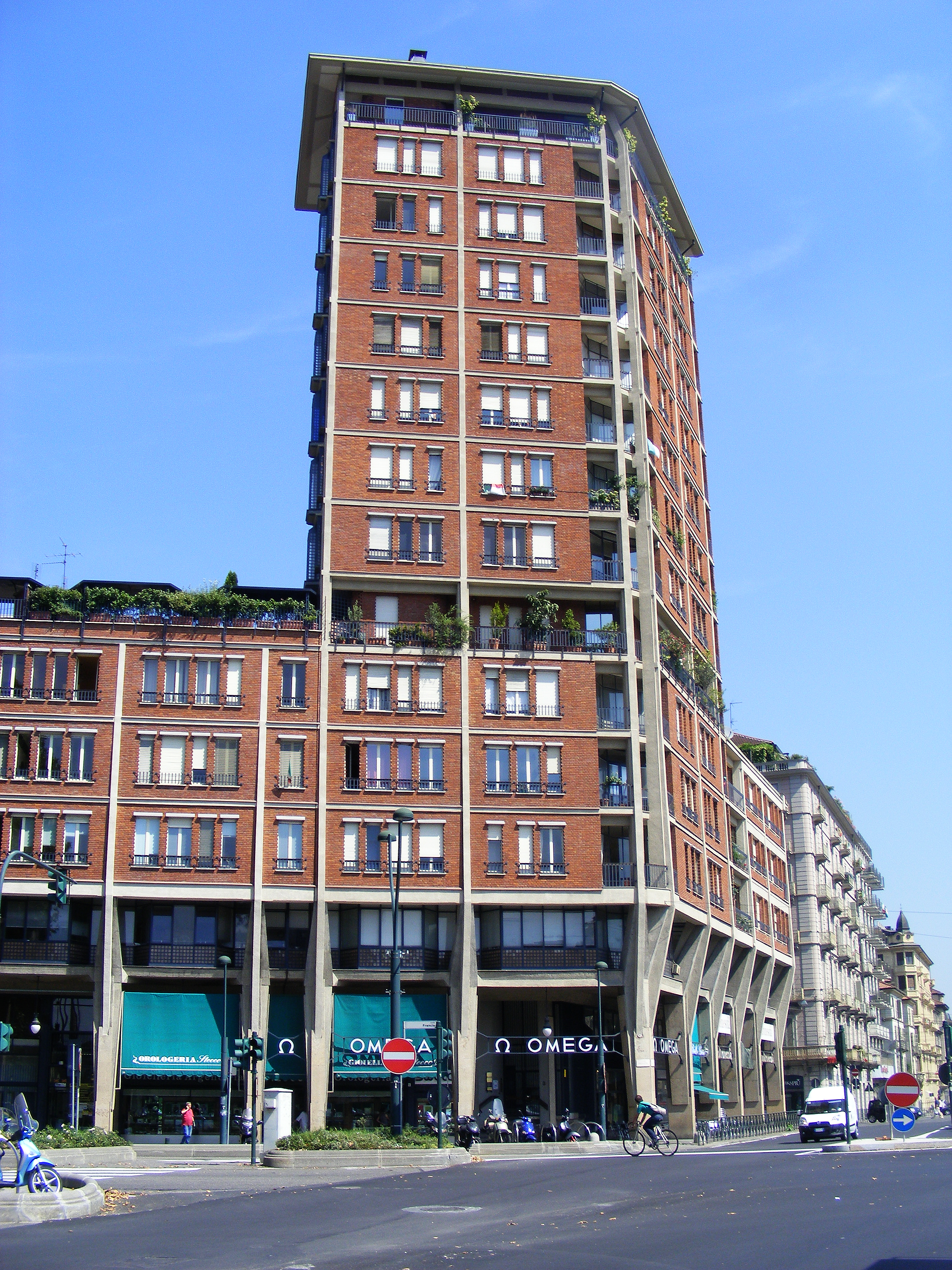
La tour BBPR à Turin, à l'angle de la piazza Statuto et du corso Francia ; 1959.

- 1933 - Maison du samedi pour les jeunes mariés à la 5e Triennale de Milan (avec P. Portaluppi; démoli)
- 1934 - Plusieurs salles de l'exposition aéronautique italienne.
- 1935 - Bâtiment Feltrinelli, logements et bureaux
- 1935 - Salle de tennis et salle d'exposition automobile à l' exposition sportive nationale
- 1937 - Dépôts de riz et inières dans la province de Verceil
- 1938 - Colonia Elioterapica, Legnano
- 1938 - Plan régulateur et étude des pavillons pour la nouvelle foire de Milan (projet)
- 1939 - 1941 - Palazzo delle Poste à E42, via Ludwig Beethoven, Rome
- 1945 - Plan de la ville de Milan, dit AR
- 1948 - Bâtiment Perego, logements et bureaux, Milan
- 1951 - Quartier INA-Casa à Cesate, Milan
- 1954 - Salle d'exposition pour Olivetti, 5e avenue, New York
- 1954 - Le labyrinthe des enfants, Pavillon pour la 10e Triennale de Milan (démoli)
- 1956 - Restauration et rénovation du château des Sforza, Milan
- 1958 - Tour Velasca, place Velasca, Milan
- 1959 - Immeuble de bureaux et de logements entre la Piazza Statuto et le Corso Francia, Turin
- 1960 - Maison E. Ritter à Stintino
- 1961 - Velarca, maison-péniche longue de 19 mètres ancrée sur la rive ouest du lac de Côme
- 1963 - Immeuble résidentiel via Vigna, Milan
- 1964 - Bâtiment des Hispano-Olivetti à la Ronda de la Universidad, Barcelone
- 1965 - Siège de la Banca Commerciale Italiana (aujourd'hui Banca Intesa), via Mariano Stabile, Palerme
- 1967 - Maisons Andreatta à Pinzolo
- 1968 - Immeuble de logements et bureaux pour la New India Assurance à Bombay
- 1969 - Siège du Giornale di Sicilia, via Lincoln, Palerme
- 1969 - Immeuble de bureaux (Chase Manhattan Bank) sur la Piazza Meda à Milan
- 1970 - Hôtel à Capoliveri, île d'Elbe
- 1970 - Bâtiment entre le Corso Buenos Aires, la Via Piccinni et la Via Monteverdi, Milan
- 1971 - Cinéma Mediolanum sur le Corso Vittorio Emanuele, Milan
- 1973 - Musée-monument dédié aux déportés politiques et racistes dans le Castello dei Pio, Carpi
- 1974 - Palais Amoroso, piazzetta Santo Spirito, Palerme
- 1975 - Université de Calabre à Arcavacata
- 1978 - Centre commercial à Riyad, Arabie saoudite
- 1980 - Hôtel et salle de bal au casino de Saint-Vincent
- 1981 - Immeubles de logements et bureaux sur la Piazza Maciachini, Via Fetonte, S. Siro, Milan et Bruzzano
- 1983 - Bâtiment pour une industrie chimico-pharmaceutique en Égypte
- 1987 - Hôpital S. Bortolo, 5e lot, Vicence
- 1988 - Restauration de la Villa Castiglioni à Magenta
- 1989 - Complexe chimico-pharmaceutique, Bari
- 1990 - Siège de l'ATM (Agence des Transports Milanais), via Monte Rosa à Milan
- 1991 - Plan de restructuration de la vieille ville de Koweït
- 1994 - Complexe pour l'Université d'études dans la zone de l'Annunziata, Messine
- 1994 - Restauration du palais royal en tant que siège du musée d'art contemporain de Milan